# Miss World (singel)
Miss World – pierwszy singel z płyty Live Through This, grungowego zespołu Hole. Na B - stronie singla znalazł się hit zespołu Echo & the Bunnymen's Do It Clean.

## Lista utworów
1. "Miss World" - 3:00
2. "Rock Star" - 2:41
3. "Do It Clean" (live) - 1:33

## Miejsce na listach przebojów
| Rok  | Singiel      | Lista              | Pozycja |
| ---- | ------------ | ------------------ | ------- |
| 1994 | "Miss World" | Modern Rock Tracks | #13     |
| 1994 | "Miss World" | UK Singles Chart   | #64     |